# Crăciunul groazei
Crăciunul groazei  (titlu original: A Christmas Horror Story, cu sensul de Poveste de groază de Crăciun) este un film de Crăciun canadian din 2015 regizat de Grant Harvey, Steven Hoban și Brett Sullivan. Rolurile principale au fost interpretate de actorii William Shatner și George Buza.

## Distribuție
- William Shatner - DJ Dan
- George Buza - Moș Crăciun
- Percy Hynes White - Duncan
- Olunike Adeliyi - Kim Peters
- Rob Archer  - Krampus
- Jeff Clarke - Taylor Bauer
- Jessica Clement - Grace
- Zoé De Grand Maison - Molly Simon
- Amy Forsyth - Caprice Bauer
- Adrian Holmes -  Scott
- Shannon Kook - Dylan
- Debra McCabe - Marta Claus
- Michelle Nolden - Diane Bauer
- Alex Ozerov - Ben
- Alan C. Peterson - Big Earl

## Vezi și
- Krampus, film din 2015